# Canaima OS
Canaima GNU/Linux là một hệ điều hành, một bản phân phối Linux dựa trên Debian. Nó được xây dựng như một giải pháp cho nhu cầu của chính quyền Venezuela đáp ứng lại quyết định 3390 của tổng thống về việc ưu tiên sử dụng các công nghệ tự do - miễn phí trong hoạt động công chính. Ngày 14/11/2011, Canaima chính thức được thiết lập như hệ điều hành mặc định cho bộ máy hành chính của Venezuela.
Bản phân phối này đã có một vị thế vững chắc và là bản phân phối Linux phổ biến nhất tại Venezuela,chủ yếu là do việc tích hợp nó trong các trường công lập.  Nó đang được sử dụng trong các dự án quy mô lớn như "Canaima Educativo", một dự án nhằm cung cấp cho học sinh một laptop cơ bản với các phần mềm giáo dục. được gọi là Magallanes. Việc sử dụng Canaima đã được trình diễn trên các hội nghị quốc tế về việc sử dụng các tiêu chuẩn mở, Mặc dù mới được phát triển nhưng nó đã được sử dụng tại Festival Latinoamericano de Instalación de Software Libre (FLISOL).
Tháng 2/2013 DistroWatch xếp nó ở vị trí 185 trong danh sách những bản phân phối Linux phổ biến nhất với 319 truy cập trong 12 tháng.  các hãng tin Venezuela chính thức thông báo một số cài đặt, nhưng phần lớn các máy tính trong nước vẫn chạy các bản lậu của Microsoft Windows, trừ khi Windows được cài đặt sẵn với máy tính mới.

## Tính năng
Một số tính năng chính của Canaima GNU/Linux là:
1. Dễ cài đặt
2. Miễn phí bản quyền.
3. Tự do phân phối và sử dụng.

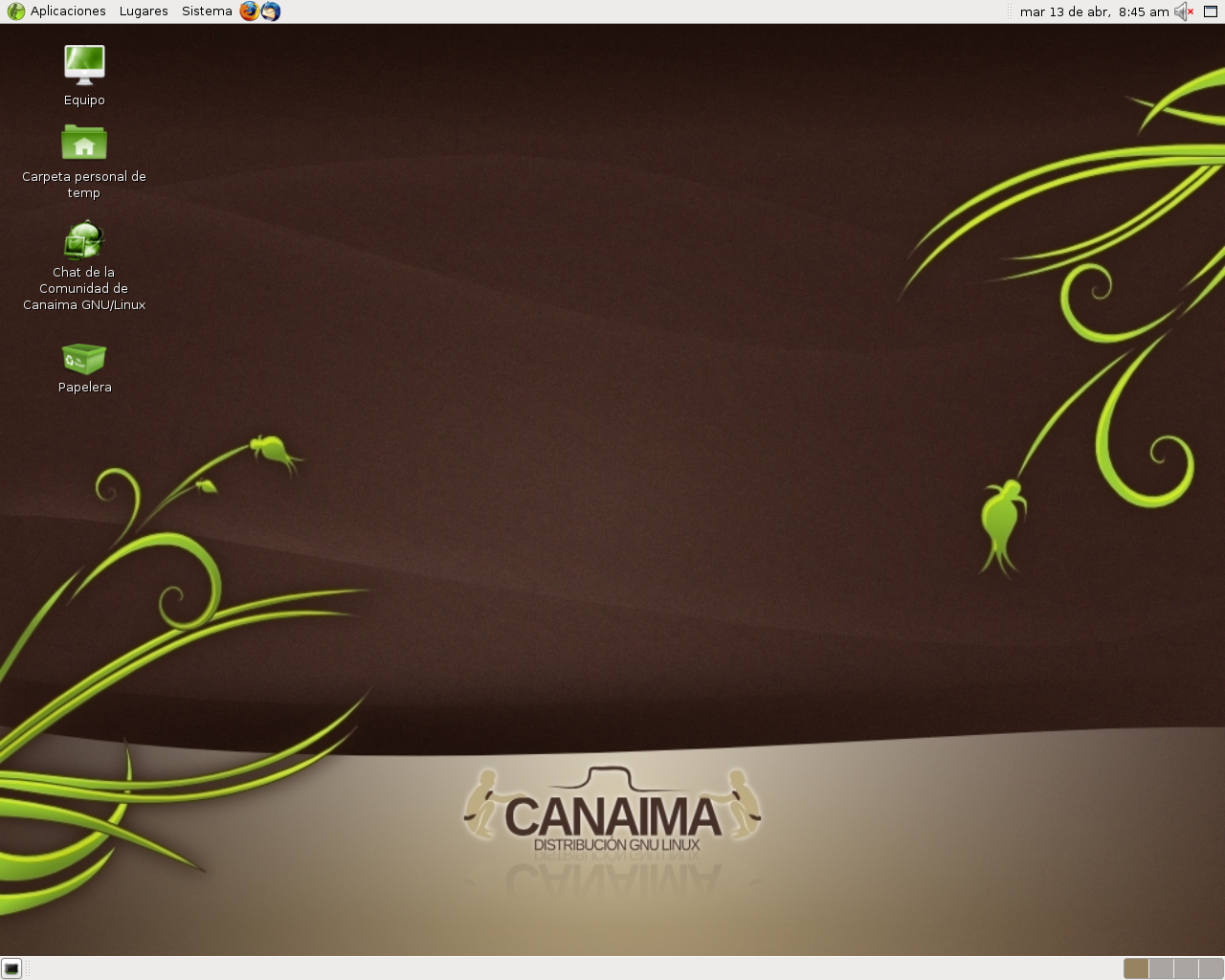
Màn hình Desktop của Canaima Popular 2.0

Quỹ Phần mềm Tự do (FSF) đánh giá Canaima GNU/Linux không tự do 100%. Điều này là do thực tế rằng một số thành phần của nó là mã nguồn đóng phần mềm độc quyền, đặc biệt là một số trình điều khiển phần cứng cần thiết cho card đồ họa, card âm thanh, máy in, vv. Các nhà phát triển Canaima đã lựa chọn bao gồm cả các trình điều khiển độc quyền để hỗ trợ tối đa các máy tính vốn được sử dụng bởi chính phủ Venezuela, và để dễ dàng chuyển đổi từ một hệ điều hành nguồn đóng sang mã nguồn mở. Dự kiến trong các bản phát hành sau này, Canaima sẽ bổ sung một tùy chọn giữa việc cài đặt các trình điều khiển độc quyền và cài đặt một hệ điều hành mã nguồn mở hoàn toàn.

### Các phần mềm đi kèm
Canaima bao gồm các ứng dụng đào tạo, phtas triển và cấu hình hệ thống. Giao diện người dùng (GUI) và môi trường desktop mặc định là GNOME. Có các môi trường desktop và GUI khác được phát triển và duy trì bởi cộng đồng cho hệ thống, ví dụ như Xfce.
Hiệu suất: Bộ ứng dụng văn phòng LibreOffice, với trình soạn thảo văn bản, trình xử lý bảng tính, trình chiếu, nó bao gồm các chương trình cụ thể khác như quản lý dự án lập kế hoạch phần mềm và một trình soạn thảo HTML.

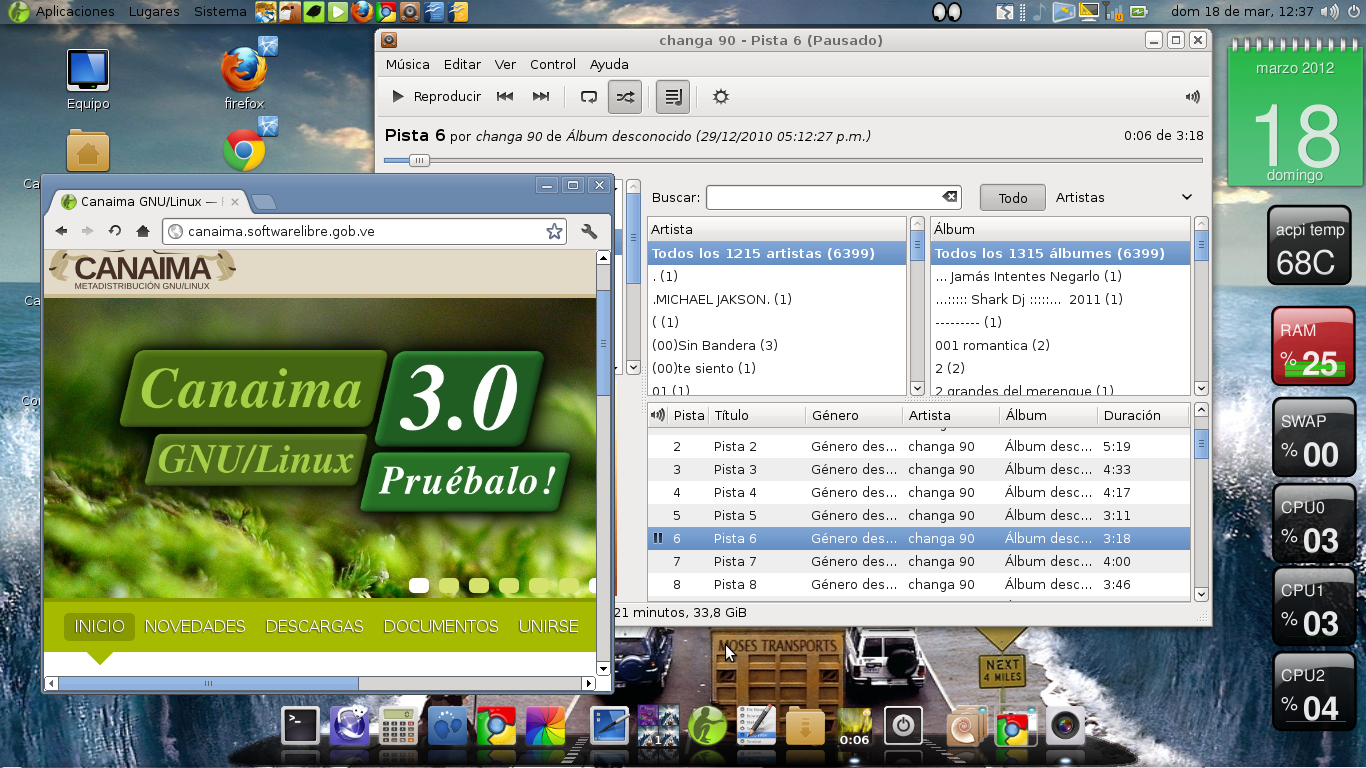
Personalized Canaima GNU/LINUX 3.0

Internet: Bao gồm trình duyệt Cunaguaro Lưu trữ ngày 19 tháng 6 năm 2015 tại Wayback Machine, một wtrinhf duyệt web dựa trên Iceweasel và phù hợp nhất cho Canaima 3.0 trở đi. Canaima Curiara Lưu trữ ngày 3 tháng 5 năm 2012 tại Wayback Machine, là một trình duyệt web nhẹ dựa trên Cunaguaro, phát triển trên python-webkit cho các ứng dụng cụ thể trong bản phân phối.
Đồ họa: bao gồm Gimp, Inkscape, Scribus và gLabels 

## Bản phát hành
Canaima đã phát hành phiên bản ổn định theo định kỳ kể từ vài năm qua.
| Phiên bản  | Tên mã                        | Ngày phát hành                |
| ---------- | ----------------------------- | ----------------------------- |
| 1.0        | Canaima                       | 2007-10-18                    |
| 2.0        | Canaima                       | 2009-02-05                    |
| 2.0.1 RC1  | Canaima                       | 2009-04-16                    |
| 2.0.1      | Canaima                       | 2009-05-15                    |
| 2.0.2      | Canaima                       | 2009-05-22                    |
| 2.0.3      | Canaima                       | 2009-07-03                    |
| 2.0.4      | Canaima                       | 2009-10-17                    |
| 2.1 RC     | Canaima                       | 2010-05-21                    |
| 3.0 RC     | Roraima                       | 2011-02-10                    |
| 3.0 RC2    | Roraima                       | 2011-02-22                    |
| 3.0        | Roraima                       | 2011-05-05                    |
| 3.1 VC1    | Auyantepui                    | 2011-12-29                    |
| 3.1 VC2    | Auyantepui                    | 2012-07-06                    |
| 3.1 VC3    | Auyantepui                    | 2012-07-18                    |
| 3.1        | Auyantepui                    | 2012-11-14                    |
| 4.0        | Kerepakupai                   | 2013-12-04                    |
| 4.1        | Kukenán                       | 2014-09-04                    |
| Màu        | Ý nghĩa                       | Ý nghĩa                       |
| Đỏ         | Phiên bản cũ.                 | Phiên bản cũ.                 |
| Vàng       | phiên bản cũ, vẫn được hỗ trợ | phiên bản cũ, vẫn được hỗ trợ |
| Xanh lục   | Phiên bản mới.                | Phiên bản mới.                |
| Xanh dương | Sắp phát hành.                | Sắp phát hành.                |

### Chu kỳ phát triển
Canaima sử dụng một mô hình phát triển dựa trên Debian, nhưng một số sửa đổi đã được thực hiện để thích ứng với nhu cầu của Venezuela. Do đó, chu kỳ phát triển có các thành phần sau:
- Cộng đồng Socio-productive: tạo thành bởi Cộng đồng Phần mềm tự do - nguồn mở, các thực thể của bộ máy hành chính, tổ chức tập thể và các trường đại học.
- Công cụ cho sự hỗ trợ của cộng đồng tạo bởi:
  - Một giả lập dựa trên FusionForge có địa chỉ tại  http://forja.softwarelibre.gob.ve Lưu trữ ngày 11 tháng 6 năm 2019 tại Wayback Machine
  - Một công cụ quản lý dự án và theo dõi lỗi dựa trên Trac tai địa chỉ  http://proyectos.canaima.softwarelibre.gob.ve Lưu trữ ngày 26 tháng 11 năm 2012 tại Wayback Machine
- Hợp nhất và thử nghiệm: dựa trên kiểm tra chất lượng phần mềm và tiêu chí đánh giá. Giai đoạn này có sử dụng rộng rãi các công cụ Debian như pbuilder,[23] elida.[24]
- Chứng nhận:trong đó một ủy ban của các thành viên cộng đồng tiến hành làm các kiểm thử về chức năng, kiểm tra các thống kê, vv, để phát hành một phiên bản ổn định.

### Cayapa Canaima
Một trong những hoạt động cộng đồng đã được tạo ra xung quanh Canaima là Cayapa. Cayapa là một thuật ngữ Venezuela nói về một hình thức hợp tác công việc bởi một số người để đạt mục tiêu chung. Trong các cuộc gặp mặt này, các nhà phát triển phần mềm tự do - mã nguồn mở gặp nhau để đề xuất các nâng cấp và sửa lỗi và những vấn đề khác; hoạt động này được gọi là Bug Squash Party trong dự án. Lần cuối Cayapa diễn ra là 14-15/5/2012 tại thành phố Barinas.